# Welch Island (Antarktika)
Welch Island ist eine Insel 1,5 km vor der Mawson-Küste des ostantarktischen Mac-Robertson-Lands. Sie liegt nördlich der Rouse-Inseln im östlichen Abschnitt der Holme Bay. Ihre Besonderheit liegt in einer markanten und 130 m hohen Felsnadel.
Teilnehmer der British Australian and New Zealand Antarctic Research Expedition (BANZARE, 1929–1931) unter der Leitung des australischen Polarforschers Douglas Mawson entdeckten sie im Februar 1931. Mawson benannte sie nach Bernard Francis Welch (1901–1974), zweiter Ingenieur auf der RRS Discovery, dem Schiff dieser Forschungsreise.